# Битврджя
Битврджя (серб. Битврђа) — населённый пункт в общине Сурдулица Пчиньского округа Сербии.

## Население
Согласно переписи населения 2002 года, в селе проживало 23 человека (22 серба и 1 лицо неизвестной национальности).
| Численность населения | Численность населения | Численность населения | Численность населения | Численность населения | Численность населения | Численность населения | Численность населения |
| 1948                  | 1953                  | 1961                  | 1971                  | 1981                  | 1991                  | 2002                  | 2011                  |
| --------------------- | --------------------- | --------------------- | --------------------- | --------------------- | --------------------- | --------------------- | --------------------- |
| 699                   | 818                   | 703                   | 411                   | 116                   | 45                    | 23                    | 12                    |